# Васильев, Олег Кимович
Оле́г Ки́мович Васи́льев (род. 22 ноября 1959 года, Ленинград, СССР) — советский фигурист, чемпион СССР 1986 года, трёхкратный чемпион Европы (1984, 1985, 1986 гг.) и мира (1983, 1985, 1988 гг.), олимпийский чемпион 1984 года. Заслуженный мастер спорта СССР (1983), заслуженный тренер России. Выступал в паре с Еленой Валовой.

## Спортивная карьера
- Бронзовый призёр зимней Универсиады 1981 года в одиночном мужском катании — исполнил парную произвольную программу, заменив парные элементы (поддержки) на прыжки[1].

Валова и Васильев стали первой спортивной парой, исполнившей тройной параллельный прыжок.
В апреле 2018 года вместе со своей партнёршей Еленой Валовой включён в Зал славы мирового фигурного катания.

## Карьера тренера

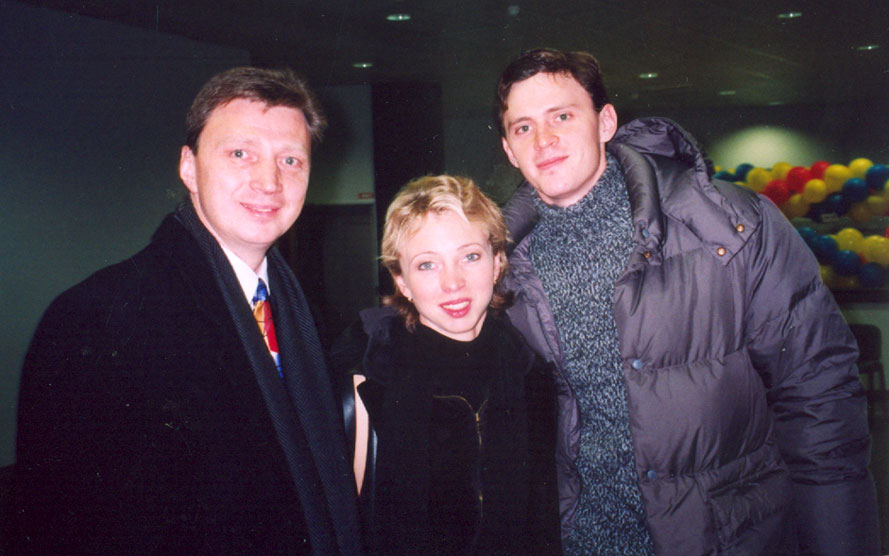
Олег Васильев с Тотьмяниной и Марининым в 2004 году.

Сразу после окончания профессиональной карьеры занялся бизнесом. Затем решил заняться тренерской работой. Одними из первых учеников Васильева были литовская пара Елена Сирохватова и Олег Шляхов.
В 2001 году, после конфликта с прежним тренером Натальей Павловой, к Васильеву перешли Татьяна Тотьмянина и Максим Маринин, которые были к тому времени серебряными призёрами чемпионата Европы. Васильев изменил стиль пары, пригласил хореографа Джузеппе Арену, над постановками продолжила работать также Светлана Король. Именно с Васильевым пара добилась основных своих успехов — они стали олимпийскими чемпионами 2006 года, двукратными чемпионами мира и пятикратными чемпионами Европы.
Работал и с одиночниками, например, с 2002 по 2003 год у него тренировалась Виктория Волчкова.
В последнее время наиболее успешным дуэтом, тренировавшимся у О. Васильева, были Мария Мухортова и Максим Траньков (чемпионы России 2007 года и неоднократные призёры чемпионатов Европы. Пара Мухортова-Траньков распалась сразу после чемпионата мира 2010. После этого Олег Васильев тренирует преимущественно детей.
До 2014 года тренировал в Санкт-Петербурге пару Катарина Гербольдт/Александр Энберт и итальянскую пару Николь Делла Моника/Маттео Гуаризе. После олимпиады итальянская пара перешла к другим тренерам, но продолжает консультироваться у Васильева. После чемпионата мира 2014 года, когда стало известно, что Вера Базарова больше не будет выступать со своим прежним партнёром Юрием Ларионовым, неоднократно говорил в интервью о достоинствах Базаровой, и 9 апреля 2014 года стало известно о создании новой пары Вера Базарова/Андрей Депутат под руководством Васильева. Тренируется пара в Москве, представляет Москву и республику Мордовия.

## Личная жизнь
С 1984 по 1992 год был женат на Елене Валовой. Во втором браке имеет дочь Екатерину. В настоящее время в разводе. В декабре 1997 года переехал в США, в Чикаго, где работал с Тотьмяниной и Марининым. После 2006 года вернулся в Санкт-Петербург, а после 2010 года снова уехал в США.
В разные годы состоял в отношениях с ученицами Татьяной Тотьмяниной и Марией Мухортовой.

## Спортивные достижения

### Результаты в любительском спорте
(с Е. Валовой)
| Соревнования                                | 1980—81 | 1981—82 | 1982—83 | 1983—84 | 1984—85 | 1985—86 | 1986—87 | 1987—88 |
| ------------------------------------------- | ------- | ------- | ------- | ------- | ------- | ------- | ------- | ------- |
| Зимние Олимпийские игры                     |         |         |         | 1       |         |         |         | 2       |
| Чемпионаты мира                             |         |         | 1       | 2       | 1       | 2       | 2       | 1       |
| Чемпионаты Европы                           |         |         | 2       | 1       | 1       | 1       | 2       |         |
| Чемпионаты СССР                             |         | 5       |         |         | 2       | 1       |         |         |
| Skate America                               |         | 3       | 1       |         |         |         |         |         |
| NHK Trophy                                  |         |         |         |         |         |         | 1       |         |
| Nebelhorn Trophy                            |         | 1       |         |         |         |         |         |         |
| Турнир на призы газеты «Московские новости» | 3       |         | 3       | 1       |         |         |         | 2       |
| Coupe des Alpes                             | 1       |         |         |         |         |         |         |         |

### Результаты в профессионалах
(с Е.Валовой)
| Соревнования                          | 1989—90 | 1990—91 | 1991—92 | 1992—93 | 1993—94 | 1994—95 | 1997—98 |
| ------------------------------------- | ------- | ------- | ------- | ------- | ------- | ------- | ------- |
| Чемпионат мира среди профессионалов   | 2       | 4       | 4       | 4       | 3       |         |         |
| Турнир «World Challenge of Champions» | 2       | 5       | 4       | 2       | 3       |         |         |
| Чемпионат Канады среди профессионалов |         |         |         |         |         | 4       |         |
| Турнир «US Open»                      |         |         |         | 5       | 2       |         | 5       |
| Турнир «Masters Miko»                 |         |         |         |         | 3       |         |         |
| Турнир «Legends»                      |         |         |         |         |         |         | 2       |